# Pyramidula
Pyramidula is een geslacht van weekdieren uit de klasse van de Gastropoda (slakken).

## Soorten
- Pyramidula patagonica Suter, 1900
- Pyramidula schuppi Suter, 1900